# 빅토르 체르노미르딘
빅토르 스테파노비치 체르노미르딘(러시아어: Ви́ктор Степа́нович Черномы́рдин, 1938년 4월 9일 ~ 2010년 11월 3일)은 러시아의 정치인이다. 체르노미르딘은 1992년부터 1998년까지 러시아의 총리였다. 체르노미르딘은 2001년부터 2009년까지 우크라이나 주재 러시아 대사로 재직했으며, 2009년에 러시아 대통령 보좌관으로 임명되었다.

## 청년시절과 교육
체르노미르딘의 아버지는 인부였다. 빅토르는 그의 다섯 아이 중 한 명이었다. 체르노미르딘은 1957년에 학교 교육을 마치고 오르스크에 있는 석유 정제소에 수리공으로 취직했다. 그는 1957년부터 1960년까지 군 복무 2년을 제외하고, 1962년까지 그곳에서 일했다.
그는 1961년에 소비에트 연방 공산당의 당원이 되었다. 1962년에, 그는 (나중에 사마라 폴리테크닉 대학교로 개명한) 쿠이비셰프 산업 대학교에 입학할 자격을 얻었다. 그는 입학 시험을 형편없이 치렀었다. 그는 수학을 낙방하여 입학 시험을 다시 치렀다. 그는 러시아어만 B 하나를 얻었으며, 다른 분야에서는 C를 받았다. 그는 매우 낮은 경쟁률 때문에 입학할 수 있었다. 1966년에 그는 대학을 졸업하였다.

## 초기 경력
1967년과 1973년 사이에 오르스크에서 공산당을 위해 일하면서 정치적 경력을 발현시키기 시작하였다. 1973년부터 1978년까지 오렌부르크에서 천연가스 정련소의 사장으로 임명되었다. 1978년까지 1982년까지 소련 공산당 중앙 위원회의 중공업 지부로 일하였다.
1982년에 소련 가스산업차관에 임명되었으며, 1985년부터 1989년까지 소련 가스산업장관을 지냈다.

### 가스프롬의 창시자
1989년 8월 체르노미르딘의 지도 아래 가스 산업부는 러시아 최초의 국가적 조직 기업 가스프롬으로 변경되었다. 체르노미르딘은 그 첫 사장이 되었다.
1991년 소련이 붕괴되면서, 전 소련을 이루는 국가들이 독자적인 가스회사를 창설하기 시작하였다. 하지만, 가스프롬은 러시아 영토 안에서 계속 유지되었고, 2000년대에는 러시아에서 가장 큰 회사와 세계에서 가장 큰 천연가스 추출 회사가 되었다.

## 러시아의 초대 총리
1992년 보리스 옐친 대통령에 의하여 러시아 연방의 초대 총리로 임명되었다. 1995년 4월에는 우리 집 러시아를 창당하여 의회에서 중앙적 기력이 되는 데 목표를 세웠으나 투표의 10% 밖에 얻지 못하였다.
6월 18일에는 샤밀 바사예프가 이끄는 테러리스트들이 부됴놉스크에서 1,500명의 사람들을 인질로 데리고 있을 때, 체르노미르딘과 바사예프 간의 협상들은 제1차 체첸 전쟁의 전환이 되는 타협을 이끌었다. 인질들 교환에서 러시아 정부는 체첸에서 군사 교전을 멈추는 데 동의하였고, 여러 가지 협상들을 시작하였다.
1996년 11월 6일에 옐친 대통령이 심장 수술을 받게 되자 23시간 동안 대통령 권한대행으로 있었다. 1998년 3월 23일에 총리직을 면직당하였으나, 같은 해 8월 러시아의 금융 공황이 일어나자 옐친 대통령이 체르노미르딘을 다시 총리에 임명하였다. 러시아 국회는 2번이나 거부하였고, 그의 후계자로 예브게니 프리마코프가 총리에 취임하였다.

## 외교적 경력

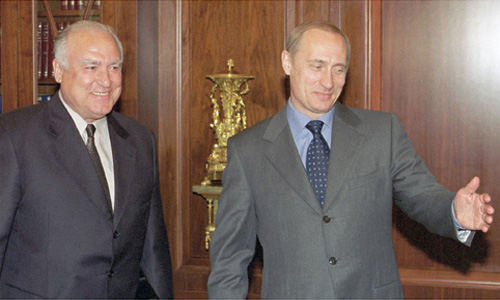
우크라이나 주재 대사로 임명될 당시 블라디미르 푸틴과 함께

1999년 코소보 전쟁에서 북대서양 조약 기구(NATO)가 유고슬라비아를 공습했을 때 유고슬라비아에서 러시아 특별 대표로 있었다. 그는 슬로보단 밀로셰비치 유고슬라비아 대통령에게 휴전에 동의하고, 코소보를 유엔 통제 아래로 두자고 설득시켰다. 12월에는 국회 의원으로 선출되었다.
2001년 5월 블라디미르 푸틴 대통령은 체르노미르딘을 우크라이나 주재 대사로 임명하였다. 2009년 기자회견에서 "우크라이나의 지도력과 함께한 여러 가지에 협정이 오는데 불가능하다. 만약 색다른 사람들이 온다면, 두고 보리라!"고 말할 때 러시아와 우크라이나 간의 관계를 다시 긴장시켰다.
2009년 6월 11일 드미트리 메드베데프 대통령은 체르노미르딘을 우크라이나 주재 대사로서 면제하고 대통령 보좌관 겸 독립 국가 연합의 회원국들과 경제적 협력을 위한 특별 대통령 대리인으로 임명하였다.

## 사망
2010년 11월 3일 아침, 오랫동안 앓아온 병으로 사망하였다. 사망의 확실한 원인과 사망지는 발표되지 않았다. 향년 73세.